# Кубрино (Колосовский район)
Кубрино — деревня в Колосовском районе Омской области. В составе Чапаевского сельского поселения.

## История
Основано в 1803 г. В 1928 году состояло из 69 хозяйств, основное население — русские. Центр Кубринского сельсовета Нижне-Колосовском районе Тарского округа Сибирского края.

## Население
| 1926 | 2010 |
| ---- | ---- |
| 349  | ↘1   |